# Gabriele Finaldi
Gabriele Maria Finaldi (né le 28 novembre 1965) est un historien de l'art et conservateur britannique, de nationalité italienne. Depuis août 2015, il est directeur de la National Gallery de Londres.

## Jeunesse et éducation
Finaldi est né à Barnet et grandit à Catford, dans le sud de Londres. Il est le fils d'un père napolitain et d'une mère mi-polonaise, mi-anglaise. Il fait ses études au Dulwich College avant d'étudier l'histoire de l'art à l'Institut Courtauld, où il obtient sa licence en 1987, sa maîtrise en 1989 et son doctorat en 1995. Ses recherches doctorales portent sur le peintre baroque espagnol du XVIIe siècle, José de Ribera.

## Carrière
Finaldi organise des expositions au Royaume-Uni, en Espagne, en Italie et en Belgique et écrit des catalogues et des articles scientifiques sur Velázquez et Zurbarán, sur la peinture baroque italienne, sur l'iconographie religieuse et sur Picasso
.
Finaldi est conservateur à la National Gallery entre 1992 et 2002. Il est responsable des peintures italiennes ultérieures de la collection (de Caravage à Canaletto) et de la collection espagnole (de Bermejo à Goya). En 2002, il est nommé directeur adjoint des collections et de la recherche au Musée du Prado à Madrid, en Espagne. Au Prado, il supervise le projet de construction d'une nouvelle extension en 2007, la création du Centre de recherche et organise d'importantes expositions sur Ribera (en 2011) et Bartolomé Esteban Murillo (en 2012).
Le 17 août 2015, Finaldi revient à la National Gallery comme directeur.
Finaldi est fait chevalier lors des honneurs du Nouvel An 2025 pour services rendus à l'art et à la culture.